# Fei Yu-Ching
Chang Yen-Ting (chino mandarín: 張彥亭, Taipéi, Taiwán, 17 de julio de 1955) más conocido como Fei Yu-Ching (chino mandarín: 費玉清), es un cantante taiwanés. También es conocido como el hermano menor de Chang Fei (también conocido como Ge Fei). 
Su carrera comenzó a finales de los años 1970, y comenzó a incursionar con una gran base de fanáticos junto con su hermano. Él interpretó varias canciones para programas de televisión, algunas de las cuales tenían más éxito tuvo en los propios espectáculos. Tiene una voz meliflua y ha cantado numerosos éxitos como "Good Night Song" (晚安 曲 Wǎn'ān Qǔ), "un ramillete de flores del ciruelo" (一剪梅 Yījiǎn MEI), y "Oda a la República de China. " 
En 2006, aparece en un dueto en la canción de Jay Chou "Faraway". En febrero de 2008, también actuó en CCTV-4 Año en el programa conocido como el Nuevo Chino especiales, cantando una versión en solitario de "Faraway" (coincidentemente, Jay Chou también se realiza en una ranura posterior). Actualmente es conocido por su canción Yi Jian Mei, la cual se ha vuelto bastante popular gracias a un meme (el cual es un fragmento de la letra de la misma) hecho por personas de habla inglesa principalmente.